# Aurel
Aurélien Froment, més conegut com Aurel (Ardecha, 31 de maig de 1980) és un dibuixant de còmics francès.
El 2001 va deixar els estudis de bioquímica i va començar a treballar com a dibuixant al diari L'Hérault du jour, i posteriorment a l'Agence France-Presse. Des del 2007 va treballar al diari Le Monde, als setmanaris Politis (des del 2007) i Marianne (del 2003 al 2011), així com a Yahoo! i Chappatte (del 2011 al 2015). Els seus dibuixos també il·lustren la crítica social mensual CQFD i des de 2015 a Le Canard enchaîné o Le Monde Diplomatique. Simultàniament, ha dibuixat còmics per Jazz Magazine com a part de caixes de CD i BR de jazz, distribuïdes pel segell discogràfic Nocturne1. També va ser dissenyador gràfic dels grups Massilia Sound System i Oai Star i va il·lustrar les cobertes de l'àlbum Myriad Road de Natacha Atlas i Ca Fromet de Frédéric Fromet.
El 2016 va començar la producció del seu primer llargmetratge d'animació Josep produït per Les Films d'Ici Méditerranée en un guió de Jean-Louis Milesi. Aquesta és la història (veritable) de Josep Bartolí i el seu pas pels camps de la Retirada. La pel·lícula va ser seleccionada per a la selecció oficial del Festival de Canes de 2020. La pel·lícula s'estrenarà a les pantalles el 30 de setembre de 2020 i va rebre una càlida acollida per part del públic i els professionals.

## Obra

### Reculls
- La Droite complexée[5] (presentat per Renaud Dély), éditions Glénat (2015)
- Monde de merde, text de Renaud Dély, éditions Glénat (2013)
- Le Mari de l'infirmière Éditions Jungle (2013)
- C'est dur d'être de gauche (présenté par Renaud Dély), éditions Glénat (2012)

### Còmics
- Fanette, Éditions Rouquemoute (2019).[6]
- Faire la loi,[7][8][9] scénario Hélène Bekmezian et Patrick Roger, éditions Glénat, 2017
- La Menuiserie - Chronique d'une fermeture annoncée (BD Documentaire) éditions Futuropolis (2015)
- Rase Campagne - La politique vu d'en bas (Scénario de Yan Lindingre),[10] éditions Fluide Glacial (2015)
- Au fil de l'Hérault, éditions L'usine (2014)
- La République des Couacs (texte de Renaud Dély),[11] éditions Glénat (2014)
- Clandestino - Un reportage de Hubert Paris - Envoyé Spécial, éditions Glénat (2014).[12]
- Hollande et ses deux femmes (amb Renaud Dély),[13] éditions Glénat (2013)
- Sarkozy et les riches (amb Renaud Dély), éditions Drugstore (2011)
- Sarkozy et ses femmes (amb Renaud Dély), éditions Drugstore (2010)
- My Funny Valentine (amb Carine Fuentes), Nocturne, coffret 2 CD/BD, collection BD Jazz - format à l'italienne (44 p.), vol. 3 (2008)
- Thelonious Monk, Nocturne, coffret 2 CD/BD, collection BD Jazz (24 p.), vol. 21 (2004)
- Django Reinhardt, Nocturne, coffret 2 CD/BD, collection BD Jazz (24 p.), vol. 10 (2003)

### Llibres per infants
- Pendant que je dors, éditions Carabas

## Filmografia
- 2011, amb Florence Corre : Octobre noir (curtmetratge d'animació)
- 2020 : Josep (llargmetratge d'animació)